# Wysoka Władza Jeana Monneta
Wysoka Władza Jeana Monneta – Wysoka Władza Europejskiej Wspólnoty Węgla i Stali, która swoją działalność rozpoczęła 10 sierpnia 1952, a zakończyła 3 czerwca 1955 roku. Przewodniczącym był Jean Monnet, a wiceprzewodniczącymi Franz Etzel i Albert Coppé. Była to pierwsza Wysoka Władza EWWiS.
Wysoka Władza składała się z Przewodniczącego i 8 członków. Dwóch miała Francja, Niemcy i Belgia, a po jednym Holandia, Włochy i Luksemburg.

## Skład
| Kompetencje    | Członek          |
| -------------- | ---------------- |
| Przewodniczący | Jean Monnet      |
|                | Franz Etzel      |
|                | Heinz Potthoff   |
|                | Albert Wehrer    |
|                | Enzo Giacchero   |
|                | Léon Daum        |
|                | Dirk Spierenburg |
|                | Paul Finet       |
|                | Albert Coppé     |